# 파라나소나무
파라나소나무(Paraná---, 학명: Araucaria angustifolia 아라우카리아 앙구스티폴리아[*])는 아라우카리아과의 나무이다.

## 이름
"소나무"라 불리지만 소나무과가 아니라 아라우카리아과에 속한다. 브라질 파라나주의 이름을 땄으며, 현지에서는 "파라나소나무(pinheiro-do-Paraná 피녜이루 두 파라나[*])" 또는 그냥 "소나무(pinheiro 피녜이루[*])"라 불린다.
종소명 "앙구스티폴리아(angustifolia)"는 "좁은 잎"이라는 뜻이다.

## 분포
브라질에 남부와 남동부, 아르헨티나 북동부, 파라과이에 분포한다. 남위 19.25~31.5°, 서경 41.5~54.5° 사이의 해발 500~1,500m 지역 아열대림의 산성 토양에서 주로 자라며, 서식지가 높게는 해발 2,300m에 이르는 지역에서 발견되기도 한다.
목재 생산을 위한 벌목으로, 멸종 위기에 처해 있다.

## 생태와 특징
키가 25~35m까지 자라는 교목이다. 크게는 52m까지 자라기도 한다. 나무줄기는 곧게 뻗고, 가지는 4~8개씩 돌려난다. 나뭇진이 있다. 잎은 뾰족하고 폭이 좁은 피침모양이며, 두껍고 주맥이 잘 보인다. 짙은 녹색이나 회청색을 띠며, 길이 30~60mm, 너비 6mm 정도이다. 보통 암수딴그루지만 드물게 암수한그루인 개체도 발견된다. 바람으로 수분 되며, 수분은 브라질 기준 8~10월(봄)에 일어난다. 수령 12~15년부터 씨를 맺으며, 열매는 구과이다. 꽃가루열매(숫열매)는 길이 10~18cm, 폭 1.2~2.5cm 정도이며, 씨열매(암열매)는 길이 18~25cm, 폭 13cm 정도이다. 씨열매가 성숙하는 데 2~3년이 걸리며, 다 익은 열매는 짙은 갈색을 띠고 마르기 전 무게가 1kg 정도이다. 안에 든 씨는 옅은 갈색을 띠며 길이 50mm, 폭 8~20mm 정도이다.

## 이용
브라질에서 가장 중요한 목재용 나무 종이다.
열매(씨)를 식용하며, 해마다 3,400t이 생산·소비된다. 피냥(포르투갈어: pinhão)이라 불리는, 잣과 비슷하게 생겼으나 크기와 맛은 밤과 비슷한 씨를 삶거나 쪄먹는다. 피냥은 켄탕과 함께 파라나주의 대표적인 겨울 음식이다.

## 사진

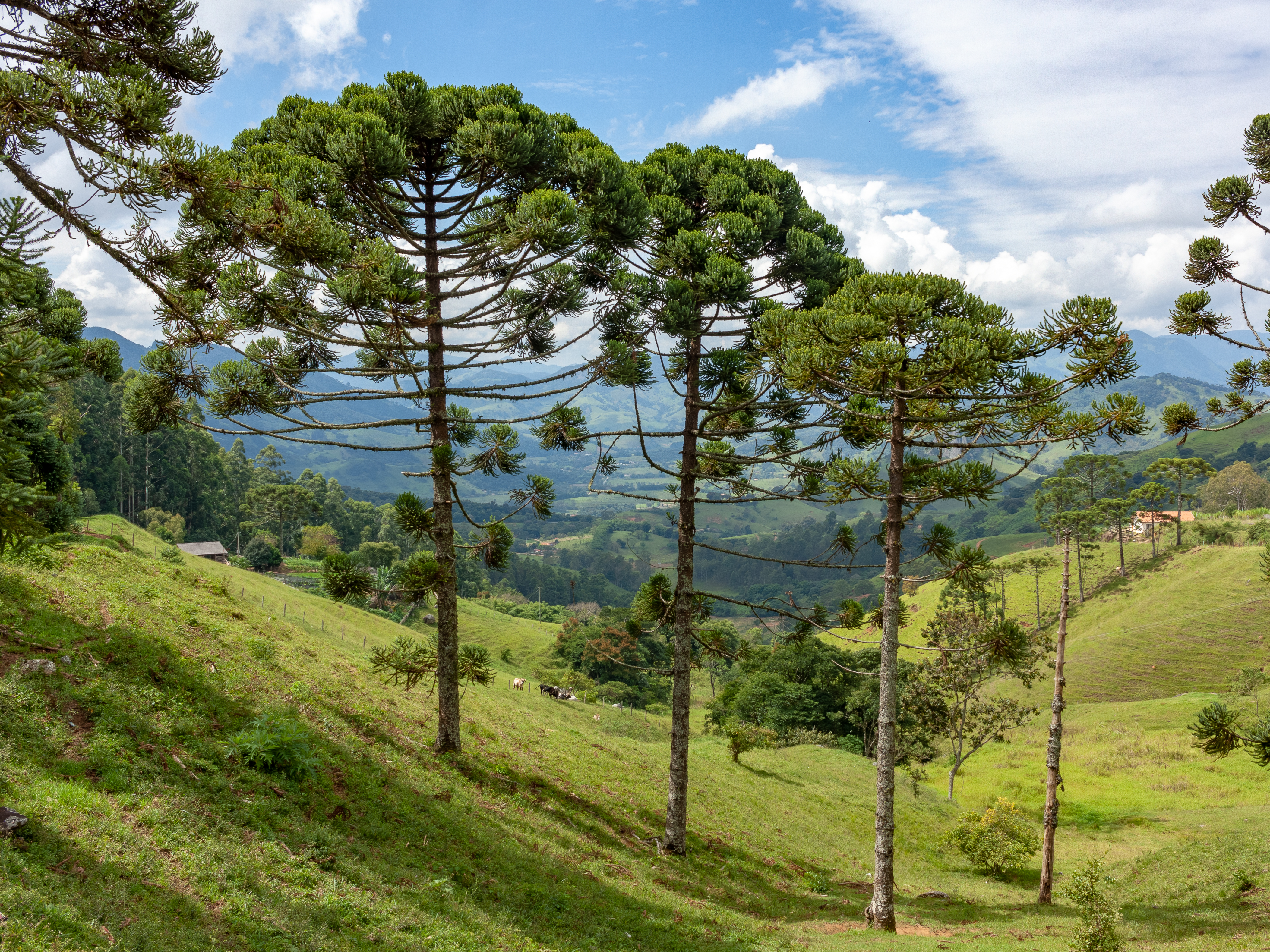
파라나소나무
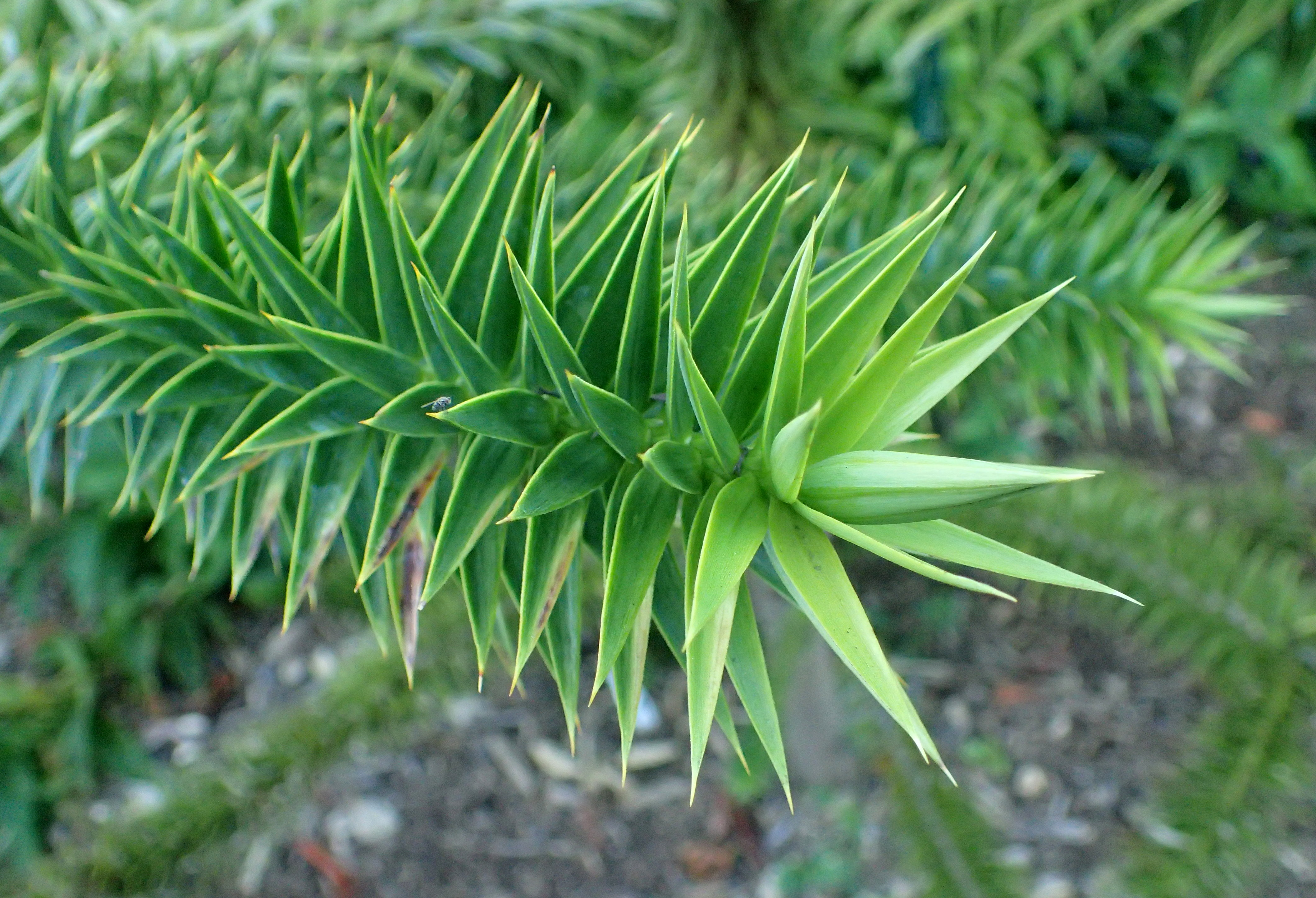
잎
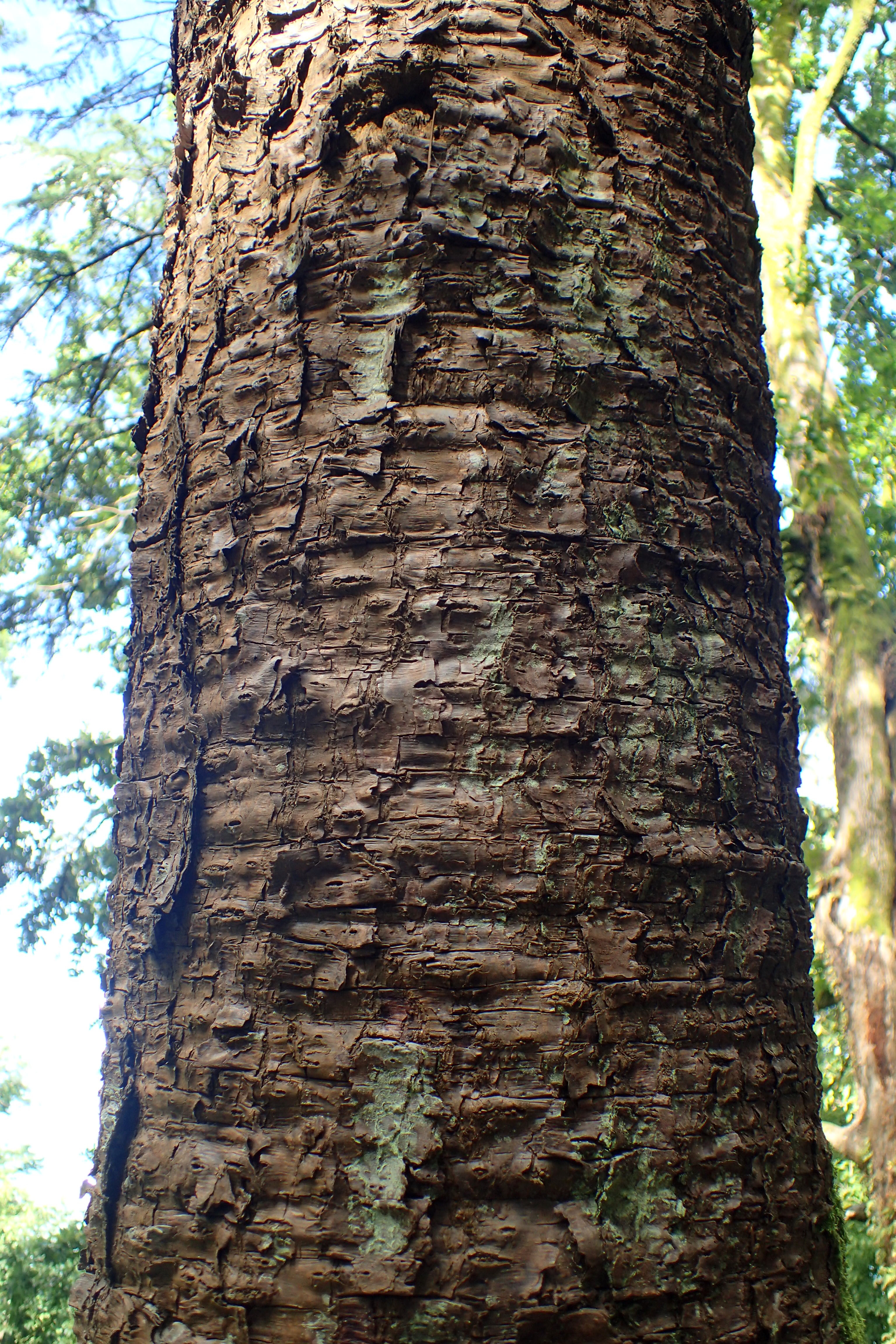
줄기
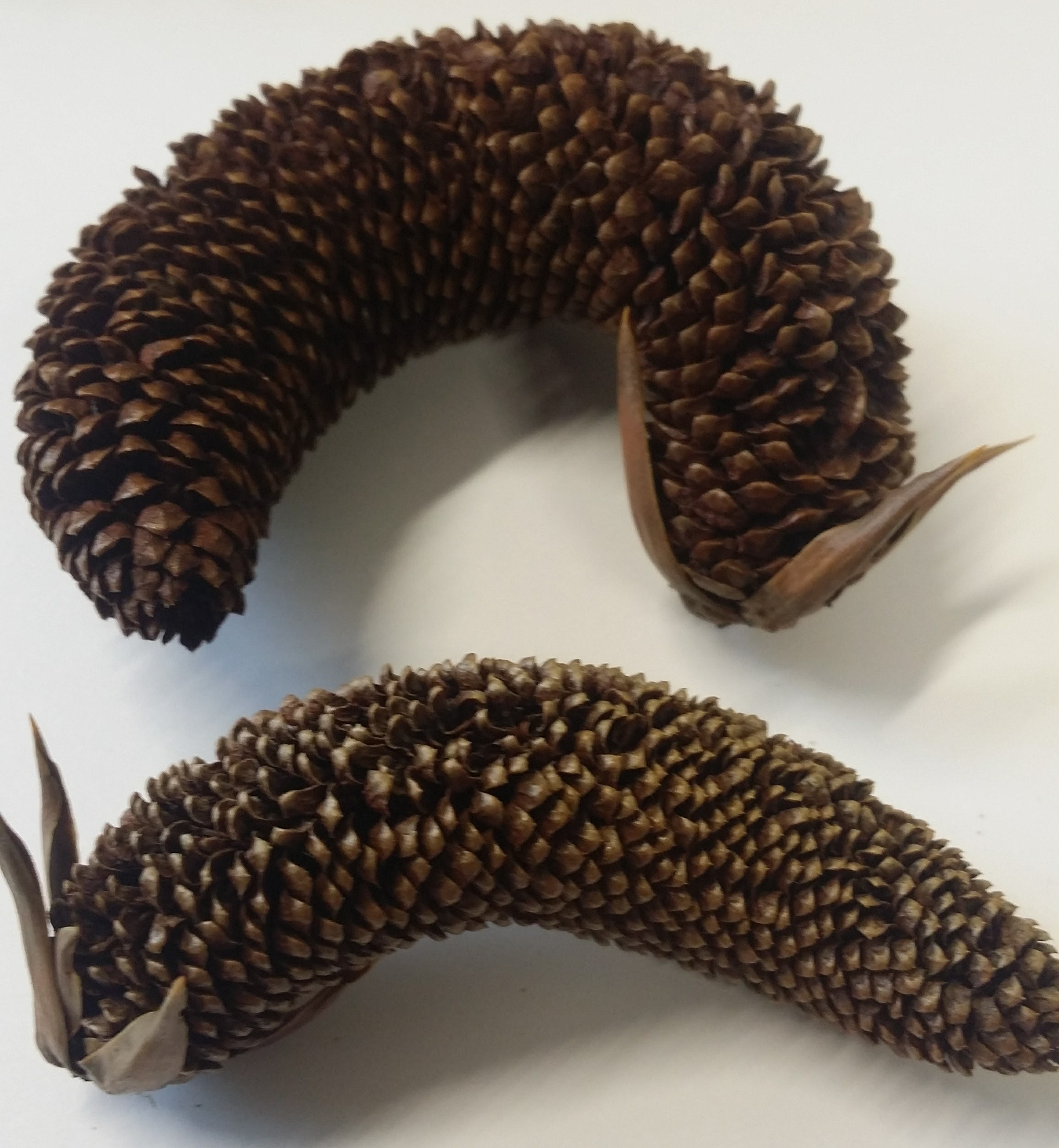
꽃가루열매(숫열매)
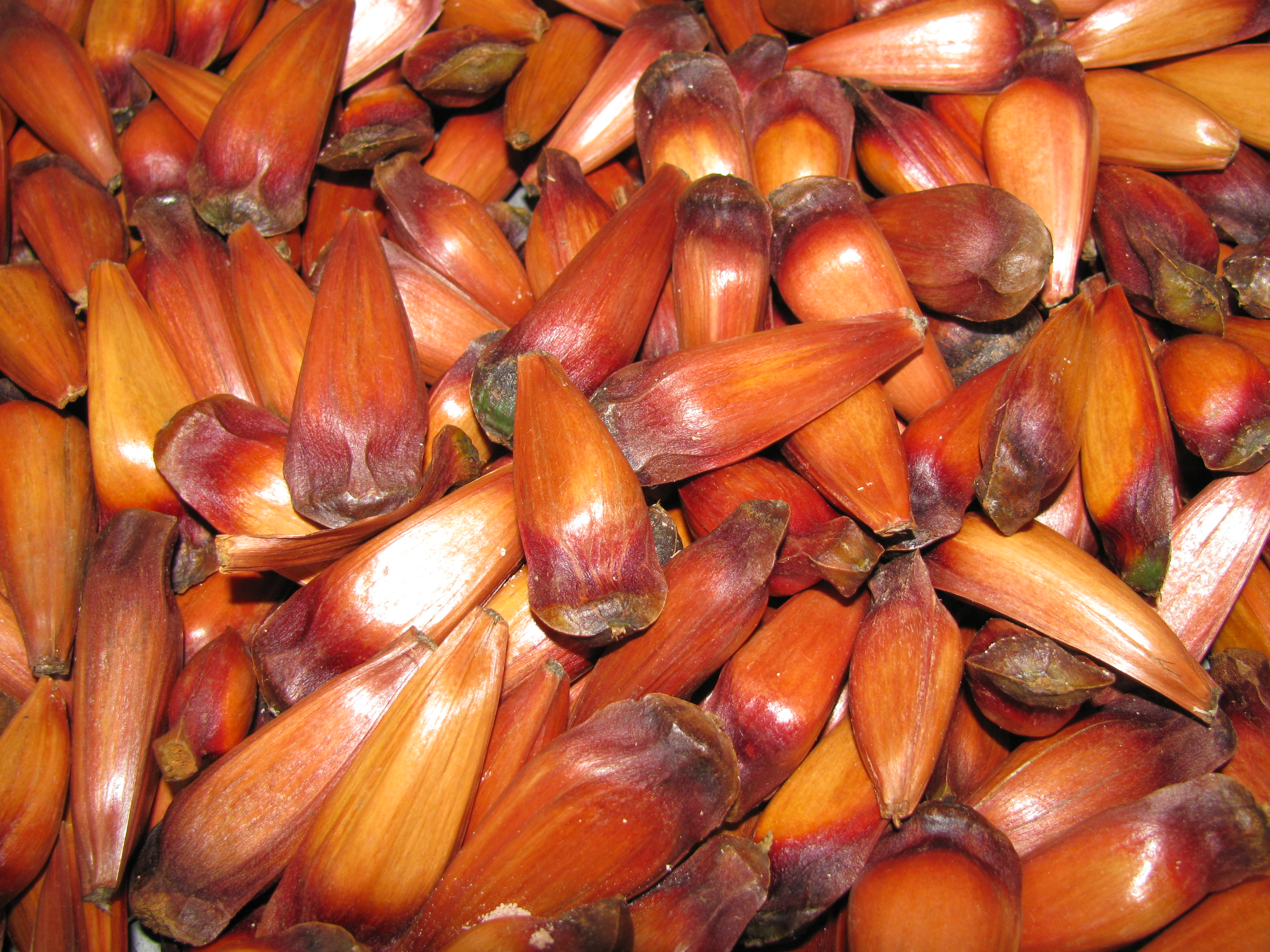
씨(피냥)